# Stazione di Onoda
La stazione di Onoda (小野田?, Onoda-eki) è una stazione ferroviaria situata nella città di Sanyō-Onoda, nella prefettura di Yamaguchi in Giappone. Si trova lungo la linea principale Sanyō ed è origine della linea Onoda della JR West.

## Linee e servizi
JR West
■ Linea principale Sanyō
■ Linea Onoda

## Caratteristiche
La stazione è dotata di due marciapiedi a isola con due binari in superficie passanti, numerati 3, 4, 5 e 6.
| 3 | ■ Linea Onoda            | per Onodakō               |
| 4 | ■ Linea principale Sanyō | per Asa e Shimonoseki     |
| 5 | Binario di servizio      | Binario di servizio       |
| 6 | ■ Linea principale Sanyō | per Shin-Yamaguchi e Hōfu |

## Stazioni adiacenti
| «                      | Servizio               | »                      |
| Linea principale Sanyō | Linea principale Sanyō | Linea principale Sanyō |
| ---------------------- | ---------------------- | ---------------------- |
| Ube                    | -                      | Asa                    |
| Linea Onoda            |                        |                        |
| Mede                   | -                      | Capolinea              |